# 1944 na literatura

## Eventos
- Miguel Torga publica os Novos Contos da Montanha.

### Literatura infantil
- Monteiro Lobato - Os Doze Trabalhos de Hércules

## Nascimentos
| Data            | Nome                          | Profissão                                                              | Nacionalidade  | Observações | Ref |
| --------------- | ----------------------------- | ---------------------------------------------------------------------- | -------------- | ----------- | --- |
| 10 de Fevereiro | Paulo Castilho                | escritor e diplomata                                                   | Portugal       |             |     |
| 13 de Março     | Cacaso (Antônio Carlos Brito) | professor universitário, letrista e poeta                              | Brasil         | m. 1987     |     |
| 22 de março     | Armando dos Santos Martins    | jornalista e historiador                                               | Portugal       |             |     |
| 7 de junho      | Aguinaldo Silva               | dramaturgo, escritor, roteirista, jornalista, cineasta e telenovelista | Brasil         |             |     |
| 19 de Junho     | Chico Buarque                 | escritor, músico, cantor e compositor                                  | Brasil         |             |     |
| Julho           | Robert Dickson                | poeta, tradutor e académico                                            | Canadá         | m. 2007     |     |
| 24 de Agosto    | Paulo Leminski                | poeta e escritor                                                       | Brasil         | m. 1989     |     |
| 30 de Agosto    | Molly Ivins                   | jornalista e escritora                                                 | Estados Unidos | m. 2007     |     |
| 2 de Outubro    | Vernor Vinge                  | escritor e cientista                                                   | Estados Unidos |             |     |
| 17 de Novembro  | Lorne Michaels                | escritor, humorista e apresentador                                     | Canadá         |             |     |
| ??              | António Franco Alexandre      | matemático, filósofo e poeta                                           | Portugal       |             |     |
| ?               | Elio Gaspari                  | jornalista e escritor                                                  | Itália         |             |     |

## Mortes
| Data            | Nome                | Profissão                                      | Nacionalidade | Observações | Ref |
| --------------- | ------------------- | ---------------------------------------------- | ------------- | ----------- | --- |
| 24 de janeiro   | Agostinho de Campos | professor universitário, jornalista e escritor | Portugal      | n. 1870     |     |
| 9 de fevereiro  | Afonso de Dornelas  | escritor, arqueólogo e heraldista              | Portugal      | n. 1880     |     |
| 11 de fevereiro | Carl Meinhof        | linguista                                      | Alemanha      | n. 1857     |     |
| 17 de agosto    | Eugénio de Castro   | escritor                                       | Portugal      | n. 1869     |     |
| 2 de outubro    | Alcides Maya        | jornalista, escritor e político                | Brasil        | n. 1878     |     |
| 30 de dezembro  | Romain Rolland      | escritor                                       | França        | n. 1866     |     |

## Prémios literários
- Nobel de Literatura - Johannes Vilhelm Jensen.
- Prémio Machado de Assis - não atribuído
- Prémio Renaud - Roger Peyrefitte com o livro As Amizades Particulares.